# Бранислав Шикич
Бранислав Шикич е югославски комунистически деец.

## Биография
Роден е в Пула, Хърватия през 1905 година. През 1941 година става член на ЮКП. Същата година става член на Покрайненската военна комисия, но е арестуван от българската полиция. След това става политически комисар на първи поречки партизански отряд. След Втората световна война работи в държавната управа в областта на горите.